# Franko Bogdan
Franko Bogdan (* 22. August 1965) ist ein ehemaliger kroatischer Fußballspieler. 

## Karriere
Franko Bogdan begann seine Profikarriere bei Hajduk Split. 1989 folgte der Wechsel zum Liga-Konkurrenten FK Borac Banja Luka, für den Bogdan 73 Spiele absolvierte. 1992 wechselte er zur SpVgg Unterhaching. Nach dem Abstieg am Ende der Saison aus der 2. Bundesliga in die Bayernliga blieb Bogdan noch eine Saison in Unterhaching. Im Sommer 1994 wechselte er zu den Stuttgarter Kickers, die gerade aus der 2. Bundesliga abgestiegen waren. Neben seinen 25 Spielen für die Kickers in der Regionalliga Süd und zwei im DFB-Pokal stand Bogdan auch bei den beiden Halbfinalspielen um die Deutsche Fußball-Amateurmeisterschaft 1995 in der Startelf der Kickers. Zum Ende der Saison wechselte er zurück in sein Heimatland zum HNK Šibenik, den er später auch als Trainer betreute.